# Włochy na Letnich Igrzyskach Olimpijskich 1908
Włochy na Letnich Igrzyskach Olimpijskich 1908 w Londynie reprezentowało 66 zawodników, wyłącznie mężczyzn. Reprezentacja wywalczyła cztery medale.

## Zdobyte medale
| Medal  | Zawodnik                                                                                      | Dyscyplina    | Konkurencja            | Rezultat    |
| ------ | --------------------------------------------------------------------------------------------- | ------------- | ---------------------- | ----------- |
| Złoto  | Alberto Braglia                                                                               | Gimnastyka    | Wielobój indywidualnie | 317 ptk     |
| Złoto  | Enrico Porro                                                                                  | Zapasy        | Waga lekka (-66 kg)    | [ 2 ] [ 3 ] |
| Srebro | Emilio Lunghi                                                                                 | Lekkoatletyka | Bieg na 800 m          | 1:54,20     |
| Srebro | Marcello Bertinetti Sante Ceccherini Riccardo Nowak Abelardo Olivier Alessandro Pirzio Biroli | Szermierka    | Szabla drużynowo       | [ 5 ] [ 6 ] |

## Skład reprezentacji

### Gimnastyka
| Zawodnik | Konkurencja            | Finał  | Finał   |
| Zawodnik | Konkurencja            | Wynik  | Miejsce |
| --- | ---------------------- | ------ | ------- |
| Alberto Braglia | wielobój indywidualnie | 317    | złoto   |
| Guido Romano | wielobój indywidualnie | 230    | 19.     |
| Otello Capitani | wielobój indywidualnie | 226,75 | 21.     |
| Alfredo Accorsi, Umberto Agliorini, Nemo Agodi, Adriano Andreani, Vincenzo Blo, Giovanni Bonati, Pietro Borsetti, Flaminio Bottoni, Adamo Bozzani, Bruto Buozzi, Gastone Calabresi, Carlo Celada, Tito Collevati, Antonio Cotichini, Guido Cristofori, Stanislao Di Chiara, Giovanni Gasperini, Amedeo Marchi, Carlo Marchiandi, Ettore Massari, Roberto Nardini, Decio Pavani, Gaetano Preti, Gino Ravenna, Massimo Ridolfi, Ugo Savonuzzi, Gustavo Taddia, Giannetto Termanini, Gioacchino Vaccari | wielobój drużynowo     | 316    | 6       |

### Kolarstwo
Źródło:
- Guglielmo Malatesta
  - sprint – odpadł w eliminacjach
  - 5000 m – odpadł w półfinałach
  - 100 km – nie ukończył wyścigu półfinałowego
- Guglielmo Morisetti
  - sprint – odpadł w półfinałach
  - 5000 m – odpadł w półfinałach
  - 20 km – odpadł w półfinałach
- Battista Parini – 100 km – nie ukończył wyścigu półfinałowego
- Cesare Zanzottera
  - 5000 m – odpadł w półfinałach
  - 100 km – nie ukończył wyścigu półfinałowego

### Lekkoatletyka
Źródło:
- Umberto Avattaneo
  - rzut dyskiem – wynik nieznany
  - rzut dyskiem greckim – 10. miejsce
- Umberto Barozzi
  - bieg na 100 metrów – odpadł w eliminacjach
  - bieg na 200 metrów – odpadł w eliminacjach
- Umberto Blasi – maraton – nie ukończył
- Emilio Brambilla
  - bieg na 200 metrów – odpadł w eliminacjach
  - rzut oszczepem w stylu wolnym – wynik nieznany
- Massimo Cartasegna
  - bieg na 400 metrów – odpadł w eliminacjach
  - bieg na 1500 metrów – odpadł w eliminacjach
  - bieg na 3200 metrów z przeszkodami – odpadł w eliminacjach
- Emilio Lunghi
  - bieg na 800 metrów – 2. miejsce
  - bieg na 1500 metrów – odpadł w eliminacjach
- Pericle Pagliani – bieg na 5 mil – odpadł w eliminacjach
- Roberto Penna – bieg na 400 metrów – odpadł w eliminacjach
- Dorando Pietri – maraton – zdyskwalifikowany
- Giuseppe Tarella – bieg na 400 metrów – odpadł w eliminacjach
- Gaspare Torretta – bieg na 100 metrów – odpadł w eliminacjach
- Pericle Pagliani, Massimo Cartasegna, Emilio Giovanoli, Dorando Pietri, Emilio Lunghi – bieg na 3 mile drużynowo (odpadli w eliminacjach)

### Pływanie
Źródło:
- Davide Baiardo
  - 100 m stylem dowolnym – wynik nieznany
  - 400 m stylem dowolnym – nie ukończył wyścigu eliminacyjnego
- Amilcare Beretta
  - 100 m stylem grzbietowym – odpadł w eliminacjach
  - 200 m stylem klasycznym – odpadł w eliminacjach
- Mario Massa – 400 m stylem dowolnym – odpadł w eliminacjach
- Oreste Muzzi – 1500 m stylem dowolnym  – odpadł w eliminacjach

### Skoki do wody
| Konkurencja        | Zawodnik       | Runda 1 | Runda 1 | Półfinały     | Półfinały     | Finał         | Finał         |
| Konkurencja        | Wynik          | Pozycja | Wynik   | Pozycja       | Wynik         | Pozycja       |               |
| ------------------ | -------------- | ------- | ------- | ------------- | ------------- | ------------- | ------------- |
| skoki z trampoliny | Carlo Bonfanti | 65,8    | 4.      | Nie awansował | Nie awansował | Nie awansował | Nie awansował |

### Szermierka
Źródło:
- Marcello Bertinetti
  - szabla – odpadł w półfinałach
  - szpada – odpadł w drugiej rundzie
- Giulio Cagiati – szpada – odpadł w drugiej rundzie
- Sante Ceccherini
  - szabla – odpadł w półfinałach
  - szpada – odpadł w pierwszej rundzie
- Dino Diana
  - szabla – odpadł w pierwszej rundzie
  - szpada – odpadł w pierwszej rundzie
- Giuseppe Mangiarotti – szpada – odpadł w pierwszej rundzie
- Riccardo Nowak
  - szabla – odpadł w drugiej rundzie
  - szpada – odpadł w drugiej rundzie
- Alessandro Pirzio Biroli
  - szabla – odpadł w drugiej rundzie
  - szpada – odpadł w pierwszej rundzie
- Pietro Sarzano
  - szabla – odpadł w pierwszej rundzie
  - szpada – odpadł w pierwszej rundzie
- Pietro Speciale
  - szpada – odpadł w drugiej rundzie
- Luigi Pinelli – szabla – odpadł w pierwszej rundzie
- Marcello Bertinetti, Sante Ceccherini, Riccardo Nowak, Abelardo Olivier, Alessandro Pirzio Biroli – szabla drużynowo (2. miejsce)
- Marcello Bertinetti, Giuseppe Mangiarotti, Riccardo Nowak, Abelardo Olivier – szpada drużynowo (4. miejsce)

### Wioślarstwo
| Konkurencja | Zawodnik      | Runda 1 | Runda 1 | Ćwierćfinał | Ćwierćfinał | Półfinał      | Półfinał      | Finał         | Finał         | Pozycja |
| Konkurencja | Zawodnik      | Czas    | M.      | Czas        | M.          | Czas          | M.            | Czas          | M.            | Pozycja |
| ----------- | ------------- | ------- | ------- | ----------- | ----------- | ------------- | ------------- | ------------- | ------------- | ------- |
| M1x         | Gino Ciabatti |         |         | b.d         | 2.          | Nie awansował | Nie awansował | Nie awansował | Nie awansował | 5.      |

### Zapasy
| Konkurencja            | Rundy eliminacyjne   | Rundy eliminacyjne       | Finały                 | Finały                | Klas. końcowa |
| Konkurencja            | 1/8                  | 1/4                      | 1/2                    | Finał                 | Miejsce       |
| ---------------------- | -------------------- | ------------------------ | ---------------------- | --------------------- | ------------- |
| 66,6 kg styl klasyczny | József Téger (HUN) Z | Gustaf Malmström (SWE) Z | Gunnar Persson (SWE) Z | Nikołaj Orłow (RUS) Z | złoto         |